# Коприва (дем Долна Джумая)
Вижте пояснителната страница за други значения на Коприва.
Коприва (на гръцки: Χείμαρρος, Химарос, до 1927 Κόπριβα, Коприва) е село в Република Гърция, Егейска Македония, дем Долна Джумая (Ираклия), област Централна Македония с 868 жители (2001).

## География
Селото е разположено в североизточното подножие на Карадаг (Мавровуни).

## История

### В Османската империя
В „Етнография на вилаетите Адрианопол, Монастир и Салоника“, издадена в Константинопол в 1878 година и отразяваща статистиката на населението от 1873 г., Коприва (Koprivah) е посочено като селище в Сярска каза с 60 домакинства, като жителите му са 100 мюсюлмани и 78 българи.
В 1889 година Стефан Веркович (Топографическо-этнографическій очеркъ Македоніи) пише за Коприва:
| „ | Село Копрюво (Коприва) е със смесено население; една църква, една джамия; християните са българи, а мохамеданите – турци коняри; отстои на 2 часа от Нигрита. | “ |

В 1891 година Георги Стрезов пише за селото:
| „ | Коприва, чифлик на мнозина притежатели, в никакво състояние. Това село е на З от Сяр, на планина, клон от Круша. Има доста грънчаре. Църква, в която четат гръцки. 45 български къщи. | “ |

Според Васил Кънчов („Македония. Етнография и статистика“) в началото на XX век Коприва има 490 жители, от които 350 българи и 140 цигани.
Всички християни от Коприва са под ведомството на Цариградската патриаршия. По данни на секретаря на Българската екзархия Димитър Мишев („La Macédoine et sa Population Chrétienne“) в 1905 година в Коприва (Kopriva) живеят 120 българи патриаршисти гъркомани.

### В Гърция
През Балканската война селото е освободено от части на българската армия, но остава в Гърция след Междусъюзническата война. Според преброяването от 1928 година селото е смесено местно-бежанско със 162 бежански семейства и 621 души бежанци. В 1927 година селото е прекръстено на Химарос.
| Име         | Име          | Ново име        | Ново име         | Описание                                                            |
| ----------- | ------------ | --------------- | ---------------- | ------------------------------------------------------------------- |
| Китка       | Κίτκα        | Лулуди          | Λουλούδι         | местност на Ю от Коприва и на С от Турица                           |
| Фересли     | Φερρεσλή     | Като Ерипия     | Κάτω Έρείπια     | бивше село в Карадаг на З от Коприва                                |
| Кьосели     | Κιοσαλή      | Месеа Ерипия    | Μεσαία Ερείπια   | бивше село в Карадаг на З от Коприва                                |
| Карсали     | Καρσαλή      | Ано Ерипия      | Άνω Έρείπια      | бивше село в Карадаг на З от Коприва                                |
| Хаджи Салер | Χατζή Σαλέρ  | Халасмата       | Χαλάσματα        | бивше село в Карадаг на З от Коприва                                |
| Чавдарли    | Τσαυταρλή    | Ерипия Сикалион | Έρείπια Σικαλιών | бивше село в Карадаг на СЗ от Коприва                               |
| Хамзали     | Χαμζαλή      | Дистратон       | Δίστρατον        | връх и гора в Карадаг на СЗ от Коприва (789 m)                      |
| Армут търла | Άρμούτ Ταρλά | Апидиес         | Απιδιές          | възвишение в Карадаг на ЗСЗ от Коприва                              |
| Гуз Бунар   | Γούζ Μπουνάρ | Дио Врисес      | Δύο Βρύσες       | възвишение в Карадаг на З от Каяли (583 m)                          |
| Нишан тепе  | Νισάν Τεπέ   | Симади          | Σημάδι           | възвишение в Карадаг на З от Каяли (374,1 m)                        |
| Гюлеменли   | Γκιουλεμενλή | Влахика Ерипия  | Βλάχικα Έρείπια  | бивше село в Карадаг на СЗ от Каяли                                 |
| Стратунус   | Στράτουνους  | Паралимнион     | Παραλίμνιον      | възвишение в Карадаг на СЗ от Каяли (353 m)                         |
| Сиври тепе  | Σιβρί Τεπέ   | Митери Корифи   | Μυτερή Κορυφή    | възвишение в Карадаг на СЗ от Каяли (400 m)                         |
| Дермен      | Ντερμέν      | Милорема        | Μυλόρεμα         | река в Карадаг на СЗ от Каяли, вливаща се от юг в Бутковското езеро |
| Кюланали    | Κιουλιαναλή  | Рема Дилофу     | Ρέμα Διλόφου     | река в Карадаг на СЗ от Каяли, вливаща се от юг в Бутковското езеро |